# Samuel Oppenheim
Samuel Oppenheim (* 19. November 1857 in Braunsberg, Mähren; † 15. August 1928 in Wien) war ein österreichischer Astronom.

## Leben
1875 begann Oppenheim das Studium der Mathematik, Physik und Astronomie in Wien. Die Lehramtsprüfung erfolgte 1880. Er arbeitete von 1881 bis 1887 an der Sternwarte Wien und von 1888 bis 1896 an der ebenfalls in Wien gelegenen privaten Kuffner-Sternwarte. 1884 promovierte er, und 1899 habilitierte er sich für Theoretische Astronomie. Nach einer Tätigkeit als Lehrer in Prag war er ab 1911 ordentlicher Professor für Astronomie an der Universität Wien.
Oppenheim forschte vor allem über Himmelsmechanik, insbesondere über Bewegungen der Kometen, die Gravitation, das Phänomen der Präzession sowie die Kinematik und Statistik der Sterne. Er war Mitherausgeber der Enzyklopädie der mathematischen Wissenschaften.
Oppenheim wurde nach seinem Tod kremiert, seine Asche wurde am 24. August 1928 im Urnenhain der Feuerhalle Simmering (Abteilung 3,  Ring 3, Gruppe 12, Nr. 16) bestattet. 
Seine Tochter Hilde war Journalistin, Übersetzerin und Historikerin. Sie war die zweite Frau von Johann Koplenig.

## Schriften
- S. Oppenheim: Astronomie. In: Encyklopädie der mathematischen Wissenschaften mit Einschluss ihrer Anwendungen. Band 6.2.1, 1922 (Online).
- S. Oppenheim: Astronomie. In: Encyklopädie der mathematischen Wissenschaften mit Einschluss ihrer Anwendungen. Band 6.2.2, 1922 (Online).